# ハロン (雑誌)
『ハロン』 (furlong) とは地方競馬全国協会 (NAR) の機関広報誌である。雑誌題名は競馬のハロン棒から。

## 概要
1969年11月から地方競馬関係者向けの情報誌として発行されていた『地方競馬』（当初は隔月誌、のちに月刊誌）を前身として、1990年4月号を第1号（正しくは第1巻1号）として月刊誌で創刊されたもので、毎月の地方競馬の重賞競走・ダートグレード競走を写真や成績表などを掲載して詳しく紹介したほか、予定されている重賞・ダートグレード競走の展望・解説、騎手や競走馬に関する話題、また季節によってはNARグランプリに関する記事など、地方競馬に関する話題を掲載していた。
2005年4月号（181号）を最後に月刊での発行を停止し、2005年8月発行の夏季号（182号）から季刊誌（号数は月刊から通算）としてリニューアルした。季刊化にともない、内容も上記で挙げた地方競馬に関する話題の記事のほかにも競馬関連の読み物・コラムを多数掲載するようになり、地方競馬の総合雑誌として生まれ変わった。
日本各地の主要書店、地方競馬場などのほか、1996年8月号からは日本中央競馬会 (JRA) の競馬場や場外勝馬投票券発売所の一部でも販売されていたが、2008年春季号（193号）をもって休刊した。2008年4月からはオンライン情報誌『ウェブハロン』として、インターネット上で無料にて情報発信を継続している。
雑誌としては年鑑として復活し、2012年4月にFurlong2011、9月にFurlong2010、以後毎年4月に株式会社賢工製版のオンラインショップで発売している。中身は1月～12月のウェブハロンをまとめたもので、全ページがフルカラーである。

## 歴史
- 1990年4月号（1号） - 月刊誌として第1号発刊。
- 2005年4月号（181号） - 月刊誌としての最後の発刊。
- 2005年夏季号（182号） - 季刊誌として最初の発刊。
- 2008年春季号（193号） - この号をもって休刊[2][3]。
- 2008年4月 - 『ウェブハロン』を開始[3]。
- 2012年4月 - 『ウェブハロン』をもとにした年鑑を出版[4]。